# Rotwandlspitz
Der Rotwandlspitz ist ein 1588 m ü. NHN hoher Gipfel in der Brünnsteingruppe im Mangfallgebirge auf dem Gemeindegebiet von Oberaudorf.

## Topographie
Der Rotwandlspitz bildet das westliche Ende eines Grates von ebendiesem bis zum Brünnstein im Osten. Er zählt nicht mehr zum eigentlichen Brünnsteingrat, da dessen westliches Ende vom Brünnstein-Hauptgipfel gebildet wird, ist aber dessen Verlängerung nach Westen. Nördlich vorgelagert zum Rotwandlspitz sitzt noch der Grasgupf der Brünnsteinschanze. Der Rotwandlspitz ist teilweise bewaldet und der höchste felsige Punkt nur weglos und dann kletternd erreichbar.

## Galerie

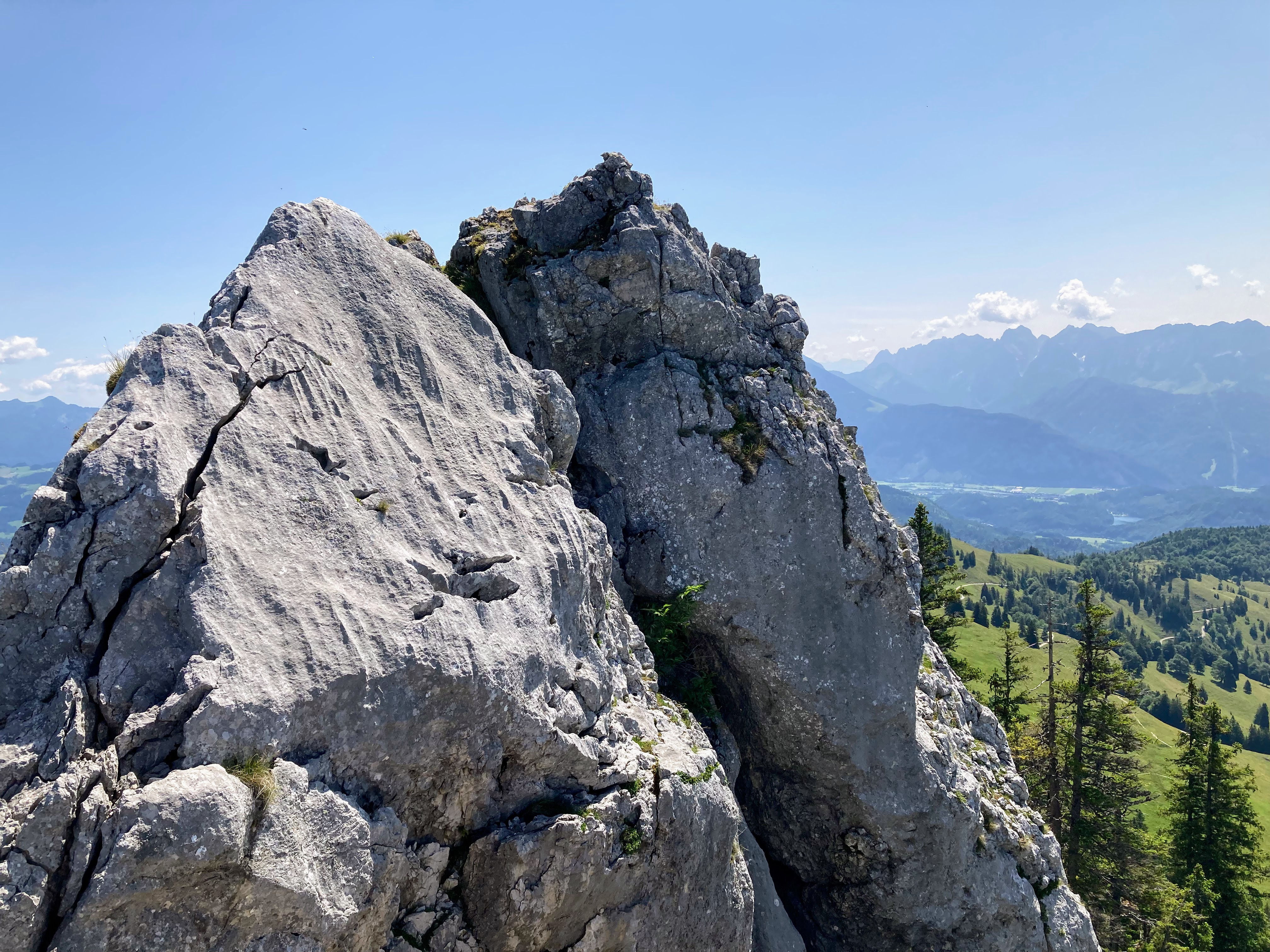
Gipfelaufbau